# 26 Dywizjon Artylerii Rakietowej
26 dywizjon artylerii rakietowej (26 dar) – pododdział artylerii rakietowej Wojska Polskiego.
Dywizjon wchodził w skład 20 Dywizji Pancernej. Stacjonował w Szczecinku.

## Struktura organizacyjna
Dowództwo i sztab
- pluton dowodzenia
- trzy baterie
  - dwa plutony ogniowe po dwie wyrzutnie
- pluton remontowy
- pluton zaopatrzenia,
- pluton medyczny

Razem w 26 dywizjonie było 12 wyrzutni BM-21

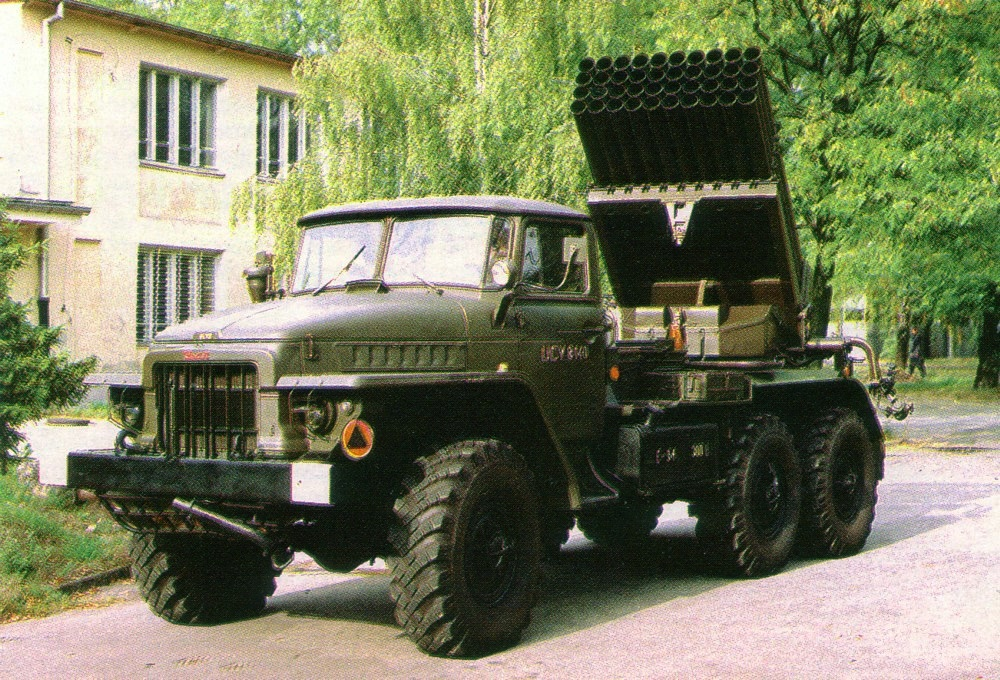
Wyrzutnia BM-21 w położeniu bojowym